# Lawrence H. Einhorn
Lawrence H. Einhorn (* 1942 in Dayton, Ohio) ist ein US-amerikanischer Mediziner (Onkologe). Er ist bekannt für die Einführung einer kombinierten Chemotherapie gegen Hodenkrebs mit Cisplatin, die die Überlebensrate in den 1970er Jahren dramatisch verbesserte.
Lawrence Einhorn studierte an der Indiana University mit dem Bachelor-Abschluss 1965 und wurde 1968 an der University of Iowa in Medizin promoviert (M.D.). Er absolvierte seinen Arzt im Praktikum (Internship) und die Facharztausbildung (Residency) am Indiana University Medical Center. Von 1969 bis 1971 diente er als Arzt während des Vietnamkrieges auf einem Luftwaffenstützpunkt in Wichita. Er setzte seine Facharztausbildung (Fellowship) in Hämatologie und Onkologie 1971/72 an der Indiana University sowie in Houston (MD Anderson Hospital Tumor Institute bei Emil J. Freireich) fort. Danach war er an der Indiana University (Medical Center), wurde dort 1973 Assistant Professor, 1976 Associate Professor und 1979 Professor. 1987 wurde er Distinguished Professor.
1974 führte er eine klinische Phase-II-Studie durch, die einen außerordentlichen Erfolg von Cisplatin in Verbindung mit Bleomycin und Vinblastin bei Hodenkrebs nachwies. Die damals neue Komponente war Cisplatin, die anderen Präparate hatte Einhorn schon vorher als Chemotherapeutika gegen Hodenkrebs verwendet und eine andere Studie hatte zuvor kurzzeitige Remissionen bei einer Behandlung nur mit Cisplatin gezeigt. Während vor der von Einhorn eingeführten Therapie die Heilungsrate bei 5 bis 10 Prozent lag, konnte mit der neuen Chemotherapie eine Remissionsrate von 70 Prozent erzielt werden. Er fand auch Wege, die Nebenwirkungen von Cisplatin zu minimieren, und verbesserte die Chemotherapie gegen Hodenkrebs weiter, insbesondere wurde in den 1980er Jahren Vinblastin durch Etoposid ersetzt, das weniger Nebenwirkungen hatte und eine höhere Heilungsrate. Außerdem konnte die für die Chemotherapie nötige Zeit erheblich reduziert werden.
In jüngster Zeit befasste er sich damit, Cisplatin bei Lungenkrebs zu einem erfolgreicheren Chemotherapeutikum zu machen.
Von ihm stammen über 300 wissenschaftliche Arbeiten und 70 Buchbeiträge.
1992 erhielt er den Kettering-Preis. Außerdem erhielt er 1981 den Richard and Hinda Rosenthal Foundation Award for Cancer Research der American Association for Cancer Research, 1989 den Distinguished Clinican Award der Milken Foundation, 1990 den David A. Karnofsky Memorial Award, 1991 den ACCC Clinical Oncology Award, 2001 den Herman B. Wells Visionary Award, die State of Israel Peace Medal und die Vermeil Medal der Stadt Paris, 2012 den Joseph H. Burchenal Memorial Award der American Association for Cancer Research. Er erhielt 1996 die Presidential Medal of Honor der Indiana University und 1998 deren Teaching Excellence Award. 2000 wurde er Präsident der American Society of Clinical Oncology. Er ist Mitglied der National Academy of Sciences (2001), der American Philosophical Society und Fellow des American College of Physicians.